# Liste der Monuments historiques in Revigny-sur-Ornain
Die Liste der Monuments historiques in Revigny-sur-Ornain führt die Monuments historiques in der französischen Gemeinde Revigny-sur-Ornain auf.

## Liste der Immobilien
| Bezeichnung                 | Beschreibung                    | Standort                 | Kennzeichnung | Schutzstatus | Datum | Bild           |
| --------------------------- | ------------------------------- | ------------------------ | ------------- | ------------ | ----- | -------------- |
| Kirche St-Pierre-et-St-Paul | aus dem 15. und 16. Jahrhundert | Place de l’Église (Lage) | PA00106608    | Classé       | 1908  | weitere Bilder |

## Liste der Objekte
| Bezeichnung            | Beschreibung                                                         | Standort                                  | Kennzeichnung | Schutzstatus | Datum | Bild |
| ---------------------- | -------------------------------------------------------------------- | ----------------------------------------- | ------------- | ------------ | ----- | ---- |
| Chororgel              | Haupteintrag für PM55002740                                          | in der Kirche St-Pierre-et-St-Paul (Lage) | PM55002777    | Classé       | 1993  |      |
| Prospekt der Chororgel | 1893 von Jaquot-Jeanpierre gebaut                                    | in der Kirche St-Pierre-et-St-Paul (Lage) | PM55002740    | Inscrit      | 1993  |      |
| Kanzel                 | Eichenholz, 17. Jahrhundert                                          | in der Kirche St-Pierre-et-St-Paul (Lage) | PM55000844    | Classé       | 1991  |      |
| Kreuzweg               | 14 Gemälde; Ölfarbe auf Holz, Holzrahmen, 1952/53 von Lucien Lantier | in der Kirche St-Pierre-et-St-Paul (Lage) | PM55002688    | Inscrit      | 2010  |      |